# 38-й саммит G8

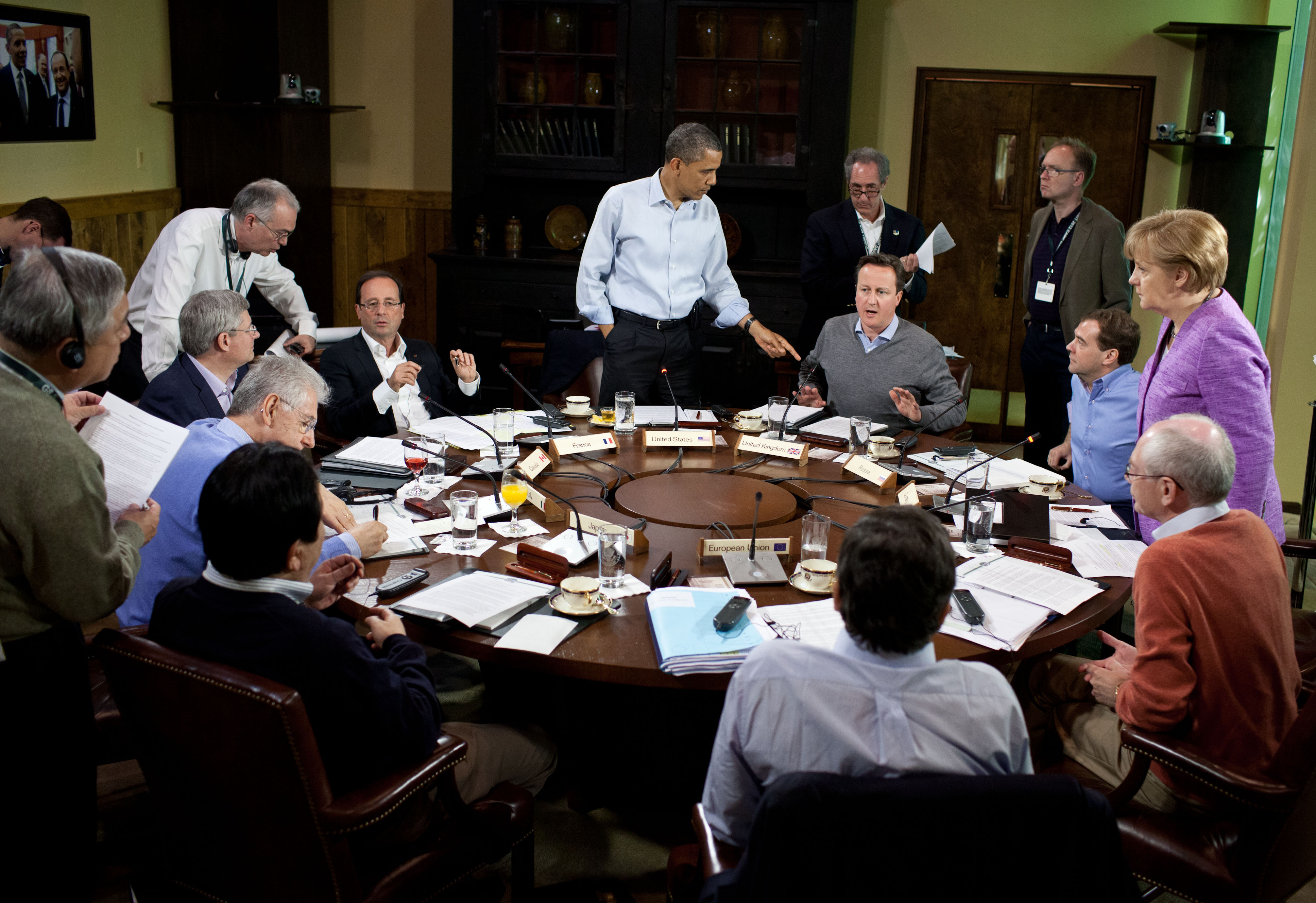
Рабочее заседание по глобальным и экономическим проблемам

38-й саммит Большой восьмёрки (G8) — международная встреча, состоявшаяся 18-19 мая 2012 года в Кэмп-Дэвиде, загородной резиденции президента США, штат Мэриленд.
Изначально его планировали провести в Чикаго, накануне саммита НАТО 20-21 мая 2012 года. Однако встречу перенесли в Кэмп-Дэвид, чтобы лидеры встретились в более неформальной обстановке, при меньшем количестве журналистов и без лидеров других стран.
Основное внимание на саммите уделялось глобальным экономическим вопросам, военным конфликтам на Ближнем Востоке и Северной Африке, статусу Греции в ЕС и проблемам окружающей среды. Встречу возглавлял президент США Барак Обама.
Съезд «Большой восьмёрки» состоялся накануне саммитов НАТО в Чикаго, Большой двадцатки в Мексике и ООН в Бразилии. Результаты встречи лидеров стран G8 были важны лично для Барака Обамы, так саммит проходил в год вторых для него выборов в президенты.

## Участники встречи
Члены «Большой восьмёрки»:
- Великобритания

Премьер-министр Дэвид Кэмерон
- Германия

Федеральный канцлер Ангела Меркель
- Италия

Премьер-министр Марио Монти
- Канада

Премьер-министр Стивен Харпер
- Россия

Премьер-министр Дмитрий Медведев
- США

Президент Барак Обама
- Франция

Президент Франсуа Олланд
- Япония

Премьер-министр Ёсихико Нода
- Европейский союз

Председатель Европейского Совета Херман ван Ромпёй
Председатель Европейской Комиссии Жозе Мануэл Баррозу
Президент России Владимир Путин отказался от участия во встрече, сославшись на необходимость продолжить формирование правительства, вместо него на саммит отправился премьер-министр Дмитрий Медведев, который объяснил своё появление на саммите необходимостью сохранения выбранного курса внешней политики.
Гости саммита:
- Гана — президент Джон Миллс
- Республика Бенин — президент Яйи Бони, глава Африканского союза
- Танзания — президент Джакайя Киквете
- Эфиопия — премьер-министр Мелес Зенауи

## Повестка саммита
Повестка встречи охватывала большое количество глобальных проблем, а продолжительность саммита не превышала 24 часа. На обсуждение вынесли состояние мировой экономики, кризис в Еврозоне, долговой кризис Греции и Испании, вопрос о статусе Греции в Евросоюзе, состояние экономики и наркотрафик в Афганистане. Лидеры G8 говорили о переменах в странах Ближнего Востока и Северной Африки, гражданской войне в Сирии, ядерных программах КНДР и Ирана. Кроме того, в повестку дня были включены вопросы энергетической безопасности и проблемы окружающей среды, а также продовольственная безопасность Африке.

## Итоги встречи
Встреча оказалась весьма скромной на документы и их объёмы. В коммюнике и декларации саммита содержится 3640 слов, в то время как в документах 2011 года — 19071 слово. Среднее количество слов за предыдущий цикл встреч составляет 23677 единиц.

### Экономика
В области экономических проблем результатом обсуждения стала выработка новой стратегии экономического роста. Она ставит на первое место усилия, направленные на обеспечение занятости и стремление к росту экономики. Стратегия предполагает инвестиции в образование, инфраструктуру, поддержку частного сектора, развитие кредитования, малого бизнеса, партнёрства государства и частных предпринимателей, открытость международных рынков и инвестиций.
Непонятным оставалось, как быстро эти меры решат экономические проблемы. Сомнения подкреплялись видимым отсутствием в стратегии конкретных целей и сроков, а также мер, направленных на борьбу с безработицей среди молодежи.
Участники встречи сошлись во мнении, что Грецию необходимо оставить в ЕС.

### Нефтяной рынок
В заявлении по нефтяным рынкам лидеры «Большой восьмёрки» подчеркнули, что перебои в поставке нефти на глобальный рынок может повлечь за собой тяжёлые последствия для экономики. Поэтому лидеры призвали Тегеран не разрабатывать ядерное оружие, зная, что изменения в поставках будут непосредственно связаны с европейским эмбарго на нефть из Ирана.

### Продовольственная безопасность
При участии лидеров африканских стран было принято решение о создании Нового Альянса. Он предполагает улучшение материального положения 50 миллионов людей, находящихся за чертой бедности, в течение следующего десятилетия.
«Большая восьмёрка» акцентировала внимание на необходимости вкладывать средства в экономический рост Африки и способствовать возрастанию её роли в мировой экономике.

### Окружающая среда
Лидеры стран «Большой восьмёрки» утвердили комплексный подход к посткиотскому режиму контроля за изменением климата и обязательстве достичь к 2015 году «приемлемого соглашения, имеющего юридическую силу, распространяющуюся на всех его участников, как среди развитых, так и среди развивающихся стран».
Страны «Группы восьми» взяли на себя обязательство вступить в Коалицию по климату и чистому воздуху в целях сокращения короткоживущих климатических загрязнителей.
Кроме того, лидеры стран G8 призвали в исполнению обязательства рационализировать и в среднесрочной перспективе отменить неэффективные топливные субсидии.

### Ближний Восток и Северная Африка
В вопросах, касающихся вооружённых конфликтов на Ближнем Востоке и в Северной Африке, главы стран G8 руководствовались ценностями открытой демократии и индивидуальной свободы. «Группа восьми» обратила внимание на том, что потребность данных стран в этих ценностях по-прежнему высока, особый акцент был сделан на правах женщин.
Лидеры «Группы восьми» подчеркнули важность «возможностей трудоустройства», «развитого частного сектора для создания рабочих мест» как «основ для развития демократического и коллегиального управления», «программ повышения квалификации, торговых и инвестиционных связей для создания рабочих мест».
Для поддержки стран, переживающих переходной этап, на саммите был создан специальный фонд, который будет пополнятся странами «Большой восьмёрки» и другими государствами.
«Большая восьмёрка» призвала правительство Сирии способствовать прекращению вооружённых действий, разрешить доступ в страну наблюдателей ООН, а также начать процессы демократизации и смены власти.
От Ирана G8 потребовала мирной ядерной программы и формирование нового правительства, поддерживающего фундаментальные права и свободы человека, свободу слова и СМИ.

### Афганистан
Обсуждая Афганистан, страны пообещали и далее сообща оказывать поддержку процессу перехода Афганистана в области экономики, политики, безопасности.
Лидеры «Группы восьми» обязались создать основу для взаимной подотчетности в вопросах выделения и целевого использования денег, выделяемых для Афганистана, и достигнутых с их помощью результатов.

### Гендерное равенство
В ходе обсуждения различных вопросов женщина понималась не только как мать: затрагивалась роль женщин в сельском хозяйстве, права женщин в странах Востока, в том числе право на свободу вероисповедания, их участие в становлении политической стабильности и экономическом росте.

## Успех саммита
Авторы статьи «Саммит значительных успехов: результаты саммита „Группы восьми“ в Кэмп-Дэвиде в мае 2012 г.» Дж. Киртон и Дж. Кулик считают, существует ряд факторов, способствовавших успешности саммита в Кэмп-Дэвиде:
- Масштабы кризисных проявлений: нестабильность Еврозоны, риск повышения цен на нефть и продовольствие, проблемы безопасности;
- Провал международных институтов. Безуспешная деятельность НАТО, ООН, «Группы двадцати» в борьбе с усугубляющимся кризисом показала необходимость этих организаций в лидере;
- Выравнивание потенциала государств. Укрепление позиций стран Большой восьмёрки основывалось на стабильности американского доллара, британского фунта, японской иены и укреплению канадского доллара. Возобновление роста экономики США на фоне замедления роста в Китае, Индии и Бразилии стабилизировало роль стран «Группы восьми» в мировой экономике.
- Сближение по вопросам демократии. Лидеры сошлись во мнении, что ценности демократии должны быть определяющими в решении глобальных проблем и вопросов мировой политики.

Саммит в Кэмп-Дэвиде возродил «восьмёрку» как сильный институт в центре системы глобального управления.

Дж. Киртон и Дж. Кулик «Саммит значительных успехов:...»:

 Саммит в Кэмп-Дэвиде задал стратегическое направление для последующих встреч на высшем уровне. Так, на саммите НАТО вопросы безопасности обсуждались в классическом, военном смысле, саммит «Группы двадцати» был преимущественно посвящён вопросам экономики и финансов в современном мире, а саммит ООН затронул проблемы устойчивого развития с точки зрения экологии и социальной сферы. Совместив все эти темы в рамках одной встречи, саммит в Кэмп-Дэвиде продемонстрировал, что «Группа восьми», как никогда прежде, является неформальным клубом, занимающим центральное место в системе глобального управления в современном многополярном мире. 